# Bruce Nauman
Bruce Nauman, född 6 december 1941 i Fort Wayne, Indiana, är en amerikansk konstnär. 

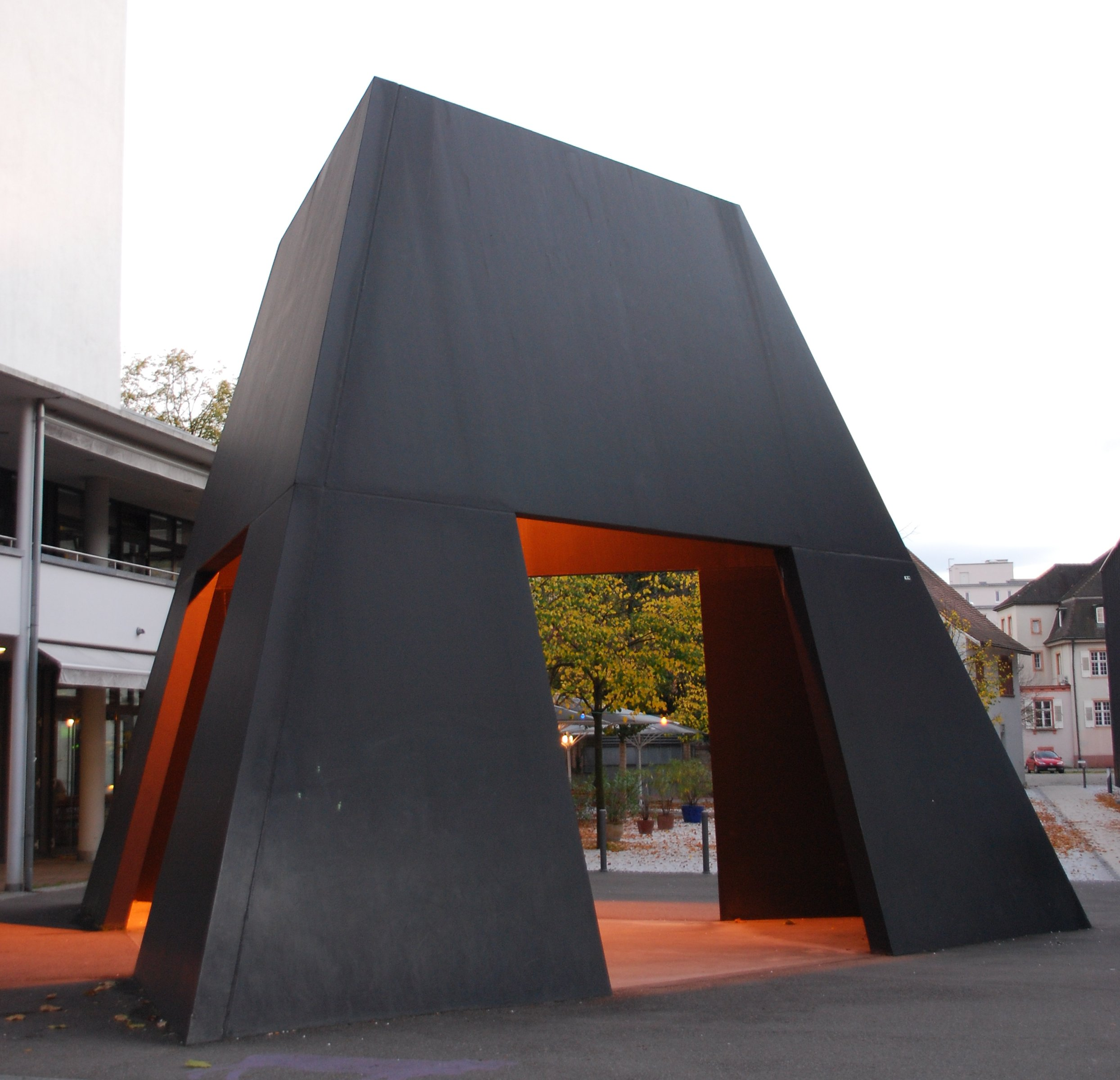

Bruce Nauman arbetar i många olika media, bland annat skulptur, fotografi, videokonst, teckning, performance och installationer i neon. I Sverige visades verk av Buce Nauman på Magasin 3 1996.
År 1966 framställde Nauman sig själv som en fontän.